# Étang de Réchicourt
Der Étang de Réchicourt (früher deutsch Rixinger Weiher) ist ein See in der Region Grand Est, im Südosten des Départements Moselle, in der Nähe von Sarrebourg (Saarburg) im historischen Lothringen. Der See liegt in der Gemeinde Réchicourt-le-Château.

## Geschichte
Der Étang de Réchicourt wurde im 13. Jahrhundert angelegt, um Fische zu züchten und Getreide anzubauen. Ab und zu wurden die Fische abgefischt, das Wasser abgelassen und ein Jahr lang Getreide angebaut. Dies war in der Gegend üblich, z. B. beim Étang de Lindre. Vor dem Bau des Rhein-Marne-Kanal diente er auch als Reservoir für eine Mühle und einen Kanal, der zum Flößen von Holz für die Salinen von Moyenvic genutzt wurde. Er wurde durch das Wasser der Saar und aus dem Étang de Gondrexange versorgt. Zunächst war er nur 2 Meter tief. Mit dem Bau des Rhein-Marne-Kanals 1854/55 wurde die Staumauer erhöht und er wurde 6 bis 7 Meter tief. Der Kanal verlief an der Nordseite vom höheren Ende im Osten nach Westen. Der Höhenunterschied von circa 15 Meter wurde durch 6 Schleusen ausgeglichen.
Mit der höheren Staumauer konnten im See rund 4,1 Millionen m³ Wasser gespeichert und zur Versorgung des Kanals im Sânon- und Meurthetal genutzt werden. Das Wasser wurde der östlich angrenzenden Scheitelhaltung des Kanals entnommen, die vorrangig aus der Saar gespeist wurde. Falls die Entnahme aus der Saar den Bedarf des Kanals überstieg, wurde Wasser in den Étang de Réchicourt abgelassen. Nach 1894 wurde am Speisegraben zwischen Scheitelhaltung und See ein Wasserkraftwerk errichtet, das den Höhenunterschied von rund 11 Meter zur Energiegewinnung nutzte. Der erzeugte Strom wurde in einem 3,7 Kilometer entfernten Pumpwerk am Étang de Gondrexange genutzt, durch dessen Bau das Nutzvolumen dieses Sees erheblich vergrößert werden konnte.
1964 wurden die 6 Schleusen am See durch eine Schachtschleuse von derselben Höhe ersetzt, der Kanal fließt seither unterhalb der Schleuse durch den See, der zu diesem Zweck abgesenkt wurde. Die Öffnung in der alten Staumauer ist gut sichtbar. Unter dem Kanal sind die beiden Teil des Sees verbunden, um den Wasserstand auszugleichen. Das alte Schleusenhaus Nr. 7 neben der Staumauer ist erhalten und wird als Wohnhaus genutzt. Die Gemeinde Réchicourt und die Region legten auf dem trockengelegten Land ein Arboretum und kleinere Fischteiche an. Ein Radweg führt am Ufer des Kanals entlang.

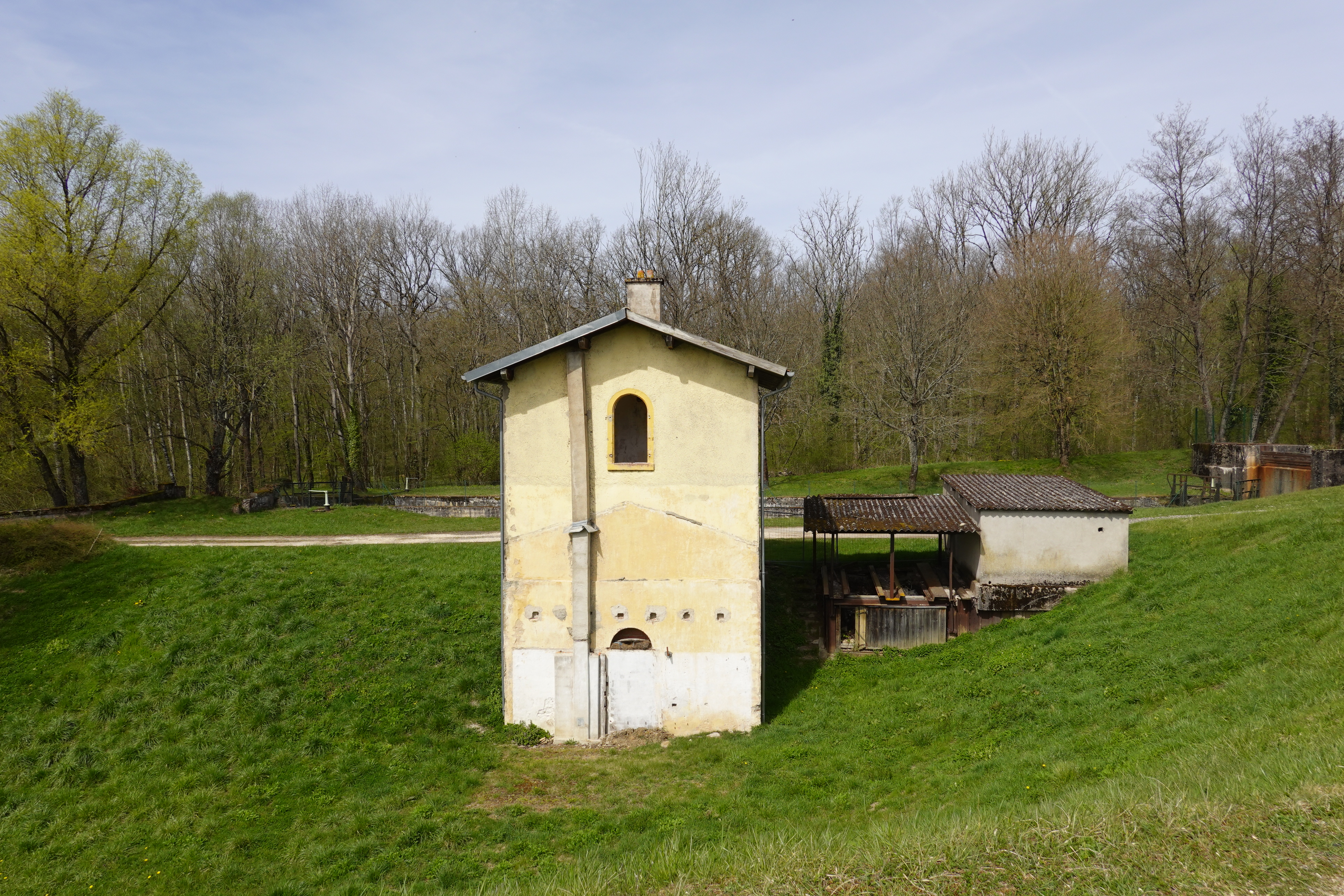
Altes Schleusenwärterhaus
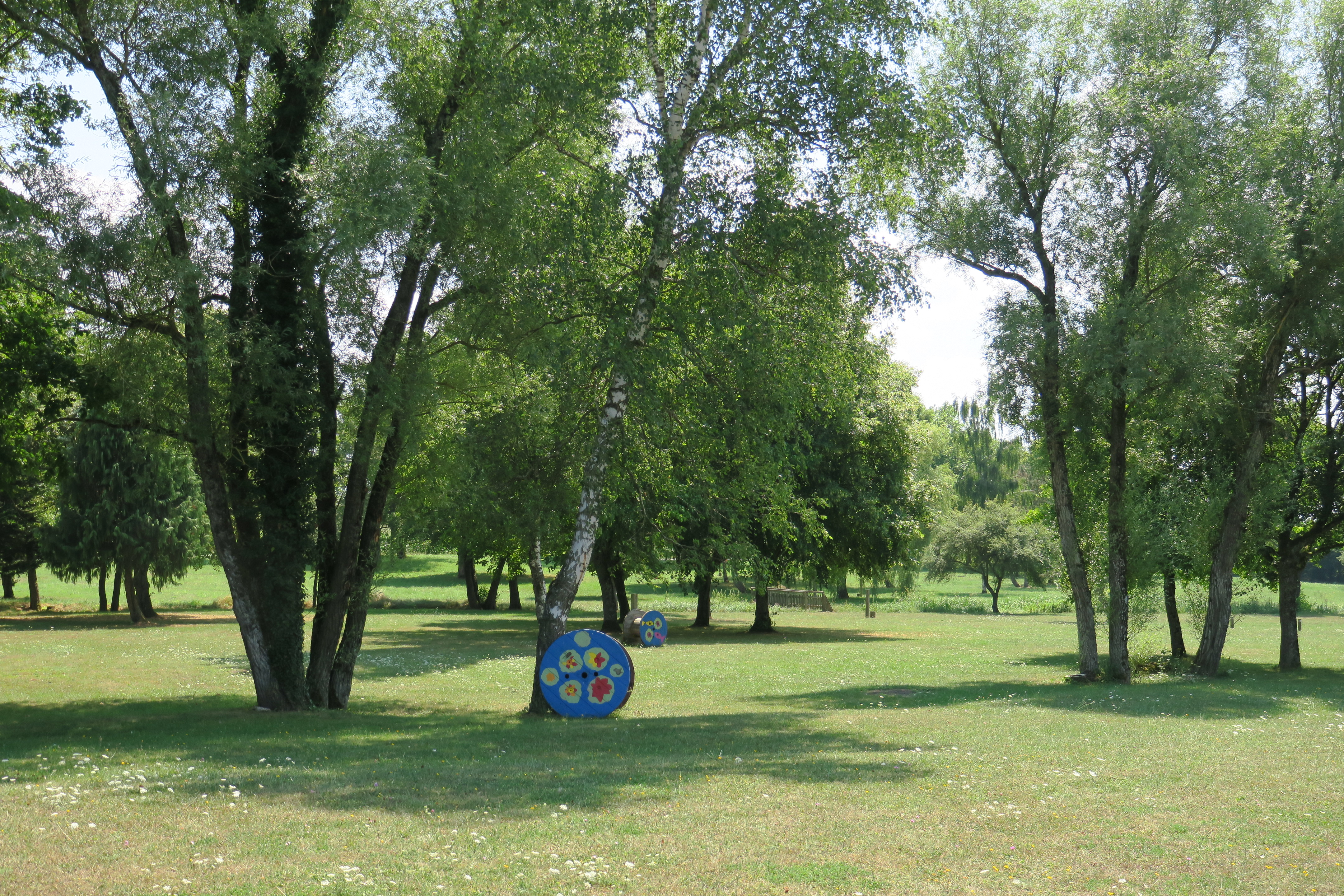
Arboretum
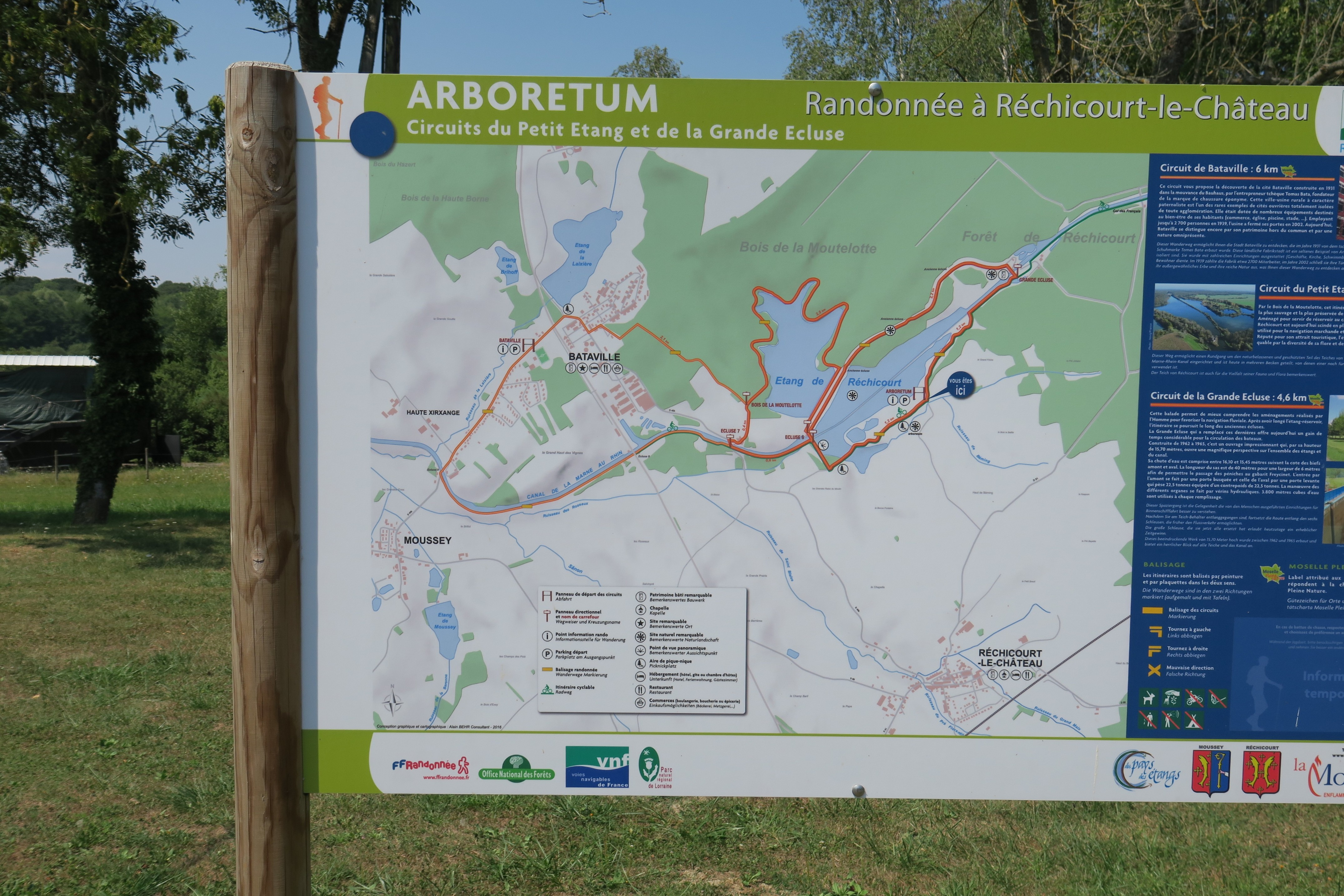
Informationstafel